# كورتيس لي ماي
كان كورتيس إيميرسون لي ماي (15 نوفمبر 1906 – 1 أكتوبر 1990) جنرالًا في القوات الجوية الأمريكية نفذ حملة قصف استراتيجي فعالة، وأثارت جدلًا في الوقت نفسه، في المسرح الآسيوي والهادئ في الحرب العالمية الثانية. وخدم في وقت لاحق في منصب رئيس أركان القوى الجوية منذ عام 1961 حتى عام 1965.
انضم لي ماي إلى فيلق الجيش الجوي الأمريكي، الذي كان سلف القوى الجوية الأمريكية، في عام 1929، وهي الفترة التي كان يدرس فيها الهندسة المدنية في جامعة ولاية أوهايو. وصل لي ماي إلى مرتبة رائد في الوقت الذي شنت فيه اليابان هجومها على بيرل هاربر في شهر ديسمبر من عام 1941، ودخول الولايات المتحدة اللاحق للحرب العالمية الثانية. ترأس لي ماي مجموعة القصف رقم 305 منذ شهر أكتوبر من عام 1942 حتى شهر سبتمبر من عام 1943، والفرقة الجوية الثالثة على المسرح الأوروبي للحرب العالمية الثانية حتى شهر أغسطس من عام 1944، حين نقل إلى مسرح عمليات الصين وبورما والهند. ترأس لي ماي عندئذ عمليات القصف الاستراتيجي ضد اليابان، وخطط ونفذ حملة غارات جوية ضد مدن يابانية وعمليات تجويع وحملة زرع ألغام شديدة في الممرات المائية داخل اليابان.
بعد الحرب، أوكلت إليه مهمة قيادة القوات الجوية للولايات المتحدة في أوروبا وتنسيق عملية حصار برلين. وشغل منصب رئيس القيادة الجوية الاستراتيجية منذ عام 1948 حتى عام 1957، حيث أشرف على الانتقال إلى قوة تشمل طائرات نفاثة فقط وتركز بصورة خاصة على إيصال الأسلحة النووية في حال وقوع حرب. وبصفته رئيس أركان القوات الجوية الأمريكية دعا لي ماي إلى قصف مواقع الصواريخ الكوبية خلال أزمة الصواريخ الكوبية وسعى إلى تنفيذ حملة قصف مستدام ضد شمالي فيتنام خلال حرب فيتنام.
بعد تقاعده من القوى الجوية في عام 1965، وافق لي ماي على الترشح في الانتخابات الرئاسية لعام 1968 لمنصب نائب الرئيس ضمن قائمة الحزب المستقل الأمريكي وحاكم ألاباما جورج والاس المؤيد للعزل العنصري. فازت اللائحة ب 46 صوتًا انتخابيًا و5 ولايات و13.5٪ من التصويت الشعبي، وكانت تلك محصلة قوية لحملة حزب ثالث، إلا أن حملة والاس رأت في لي ماي عبئًا. بعد الانتخابات، عاش لي ماي في منزله في نيوبورت بيتش، كاليفورنيا، وتوفي في عام 1990 عن عمر ال 83.

## نشأته
ولد لي ماي في كولومبوس، أوهايو في 15 من شهر نوفمبر من عام 1906. كان لي ماي ينحدر من أصل إنجليزي وفرنسي هوغونوتيوني بعيد. كان والده، إرفين إدوين لي ماي، لفترة حدادًا وعاملًا يدويًا، إلا أنه لم يلتزم في أي فترة بعمل لمدة تزيد عن أشهر. فعلت والدته، أريزونا دوف (الاسم عند الولادة كاربنتر) لي ماي، كل ما في وسعها لتحافظ على تماسك أسرتها. ونظرًا إلى أن أسرة لي ماي كانت تتقاضى دخلًا منخفضًا، انتقلت الأسرة إلى منطقة محيطة بالريف مع بحث والده عن عمل، وانتهى بها الأمر إلى مونتانا وكاليفورنيا. في نهاية المطاف عادت الأسرة إلى مدينتها الأم كولومبوس. التحق لي ماي بالمدارس العامة في كولومبوس، وتخرج في ثانوية كولومبوس ساوث ودرس الهندسة المدنية في جامعة ولاية أوهايو. شق لي ماي طريقه في الجامعة وتخرج بدرجة بكالوريوس في الهندسة المدنية. وفي الوقت الذي كان يعيش فيه في ولاية أوهايو كان لي ماي عضوًا في جمعية بيرشينغ رايفلز الوطنية وأخوية المهندسين المحترفين ثيتا تاو.

## المسيرة المهنية
منح لي ماي رتبة ملازم ثان في قوات احتياط الفيلق الجوي في شهر أكتوبر من عام 1929. ونال تفويضًا دائمًا في الفيلق الجوي للجيش الأمريكي في شهر يناير من عام 1930. في الوقت الذي كان ينهي فيه خدمته في ولاية أوهايو، التحق لي ماي بتدريب على الطيران في حقل نورتون في كولومبوس في عامي 1931 و1932. في 9 من شهر يونيو من عام 1934، تزوج هيلين مايتلاند. أصبح لي ماي طيار طائرة مقاتلة مع أول موقع عمل في قاعدة سلفريدج الجوية للحرس الوطني مع السرب رقم 27. وبعد أن خدم في عدة مهام في العمليات الحربية، انتقل لي ماي إلى قاذفة قنابل في عام 1937. وفي حين كان متمركزًا في هاواي، أصبح لي ماي أحد أوائل أعضاء الفيلق الجوي الذين تلقوا تدريبًا اختصاصيًا في الملاحة الجوية. في شهر أغسطس من عام 1937، وبصفته ملاحًا تحت قيادة الطيار المقاتل والقائد كاليب في هاينس على متن بوينغ بي 17 القلعة الطائرة، ساعد لي ماي في تحديد موقع البارجة يوتا على الرغم من أن طاقم البحرية كان قد أعطاه إحداثيات خاطئة، خلال عمليات نفذت في أجواء ضبابية بالقرب من كاليفورنيا، وقامت مجموعة الطائرات بعد ذلك بقصف البارجة بالقنابل المائية. في شهر مارس من عام 1938، شارك لي ماي بصفته عضوًا في مجموعة القصف الثانية في رحلة نية حسنة إلى بوينوس آيرس. ومنحت مجموعة القصف الثانية كأس ماكاي مكافأة على قيامها بهذه الرحلة في عام 1939. وتحت قيادة هاينس مرة أخرى، قاد 3 طائرات بوينغ بي 17 في شهر مايو من عام 1938 لمسافة 620 ميل بحري (710 ميل، 1,150كيلومتر) عبر المحيط الهادئ لاعتراض السفينة الإيطالية إس إس ريكس بهدف إظهار قدرة القوى الجوية المتمركزة برًا في الدفاع عن السواحل الأمريكية. وفي عام 1940 كان لي ماي ملاحًا لدى هاينس على النموذج الأولي للقاذفة الثقيلة بوينغ دبليو أكس بي-15، مجريًا مسحًا من بنما فوق جزر جالاباغوس. بحلول نهاية عام 1940، كان لي ماي قد تمركز في القاعدة الجوية لقوات الاحتياط في ويستأوفر، إذ كان ضابط العمليات لمجموعة القصف رقم 34. جلبت الحرب ترقية سريعة وزادت من حجم مسؤولياته.
حين لم يكن طاقمه في مهمة، كان الطاقم يخضع لتدريب قاس، إذ كان لي ماي يعتقد أن التدريب كان السر في حفاظهم على حياتهم. كان شعار «تقاتل بقدر ما تتدرب» أحد قواعده الرئيسية. وقد كان يعبر عن قناعته أنه مع الفوضى والارتباك والتوتر في المعركة «معركة جوية أم غير جوية»، فإن الجنود أو الطيارين سيؤدون مهمتهم بنجاح فقط إن كانت أفعالهم الفردية مكتسبة، وأديت بصورة شبه غريزية بسبب التدريب المتكرر. خلال مسيرته، كان لي ماي يشتهر بين جنوده بأنه «بنطال حديدي قديم» و«سيجار كبير».

## الحرب العالمية الثانية
حين دخلت الولايات المتحدة الحرب العالمية الثانية في شهر ديسمبر من عام 1941 بعد هجوم اليابان على بيرل هاربر، كان لي ماي يشغل رتبة رائد في القوات الجوية الأمريكية (كان ملازمًا أول حتى عام 1940)، وقائد وحدة الحصن الطائر لطائرات بي 17، مجموعة القصف رقم 305، التي كانت قد أنشئت حديثًا. وقد أخذ لي ماي هذه الوحدة إلى إنجلترا في شهر أكتوبر من عام 1942 كجزء من القوة الجوية الثامنة، وقادها في معركة حتى شهر مايو من عام 1943، وقد ساعد ذلك بصورة كبيرة في تطوير تشكيل المربع القتالي. في شهر سبتمبر من عام 1943، أصبح لي ماي القائد الأول للفرقة الجوية الثالثة التي كانت قد شكلت حديثًا. وقاد شخصيًا العديد من المهام الخطيرة، بما في ذلك فصيل ريجينسبورغ التابع لمهمة شوايرفرت ريجينسبورغ في شهر أغسطس من عام 1943. في تلك المهمة، قاد لي ماي 14 طائرة بي 17 إلى ريجينسبورغ في ألمانيا، خلف مدى المقاتلات المواكبات، وتابع طريقه، بعد القصف، إلى قواعد في شمال أفريقيا، وخسر خلال هذه العملية 24 قاذفة.
دفعت الخسائر الثقيلة في الطواقم المتمرسة في القتال خلال مهام الاختراق العميق هذه والمهام اللاحقة في خريف العام 1943 القوة الجوية الثامنة إلى قصر مهامها على أهداف ضمن مدى المقاتلات المواكبات. في النهاية، مع نشر نورث أمريكان إفياشين بيه-51 موستانغ في المسرح الأوروبي في شهر يناير من عام 1944، حصلت القوة الجوية الثامنة على مقاتلة مواكبة مع مدى يصل حتى القاذفات.